# كيري لانغ
كيري لانغ (بالإنجليزية: Kerry Lang)‏ هي تريثلت بريطانية، ولدت في 24 يناير 1976 في غلاسكو في المملكة المتحدة.

## وصلات خارجية
- كيري لانغ على موقع اتحاد الترياتلون الدولي (الإنجليزية)
- كيري لانغ على موقع IAT Triathlon Database (الإنجليزية)
- كيري لانغ على موقع اتحاد ألعاب الكومنولث (مؤرشف) (الإنجليزية)